# Resolutie 1697 Veiligheidsraad Verenigde Naties
Resolutie 1697 van de Veiligheidsraad van de Verenigde Naties werd unaniem aangenomen op 31 juli 2006 en verlengde
de VN-macht in Zuid-Libanon met een maand.

## Achtergrond
Na de Israëlische inval in Zuidelijk Libanon eind jaren 1970, stationeerden de Verenigde Naties de tijdelijke VN-macht UNIFIL in de streek. Die moest er de vrede handhaven totdat de Libanese overheid haar gezag opnieuw kon doen gelden.
In 1982 viel Israël Libanon opnieuw binnen voor een oorlog met de Palestijnse PLO. Midden 1985 begon Israël met terugtrekkingen uit het land, maar geregeld vonden nieuwe aanvallen en invasies plaats.
Op 12 juli 2006 brak er een oorlog uit tussen Hezbollah uit Libanon en Israël, die een maand zou duren.

## Inhoud
De Veiligheidsraad was bezorgd om de vijandelijkheden in Libanon en Israël sedert 12 juli 2006. Door het geweld langsheen de Blauwe Linie, kon de UNIFIL-vredesmacht haar taken niet naar behoren uitoefenen. Libanon vroeg dat de macht opnieuw met zes maanden werd verlengd. Secretaris-generaal Kofi Annan verzocht om een verlenging van één maand, om in de tussentijd andere opties te overwegen. Er werd besloten het mandaat van UNIFIL te verlengen tot 31 augustus 2006.
Op alle betrokken partijen werd aangedrongen de veiligheid van UNIFIL en ander VN-personeel te respecteren en de vredesmacht toe te laten reddingsoperaties uit te voeren.

## Verwante resoluties
- Resolutie 1685 Veiligheidsraad Verenigde Naties
- Resolutie 1686 Veiligheidsraad Verenigde Naties
- Resolutie 1701 Veiligheidsraad Verenigde Naties
- Resolutie 1729 Veiligheidsraad Verenigde Naties

Lijst ·  1652 ·  1653 ·  1654 ·  1655 ·  1656 ·  1657 ·  1658 ·  1659 ·  1660 ·  1661 ·  1662 ·  1663 ·  1664 ·  1665 ·  1666 ·  1667 ·  1668 ·  1669 ·  1670 ·  1671 ·  1672 ·  1673 ·  1674 ·  1675 ·  1676 ·  1677 ·  1678 ·  1679 ·  1680 ·  1681 ·  1682 ·  1683 ·  1684 ·  1685 ·  1686 ·  1687 ·  1688 ·  1689 ·  1690 ·  1691 ·  1692 ·  1693 ·  1694 ·  1695 ·  1696 ·  1697 ·  1698 ·  1699 ·  1700 ·  1701 ·  1702 ·  1703 ·  1704 ·  1705 ·  1706 ·  1707 ·  1708 ·  1709 ·  1710 ·  1711 ·  1712 ·  1713 ·  1714 ·  1715 ·  1716 ·  1717 ·  1718 ·  1719 ·  1720 ·  1721 ·  1722 ·  1723 ·  1724 ·  1725 ·  1726 ·  1727 ·  1728 ·  1729 ·  1730 ·  1731 ·  1732 ·  1733 ·  1734 ·  1735 ·  1736 ·  1737 ·  1738